# Greenberg (phim)
Greenberg là một bộ phim hài Mỹ năm 2010 do Noah Baumbach đạo diễn và viết kịch bản. Phim có sự tham gia của Ben Stiller, Greta Gerwig, Rhys Ifans và Jennifer Jason Leigh. Greenberg do Scott Rudin Productions sản xuất và Focus Features phân phối. Nhạc phim là nhạc nền phim đầu tiên do James Murphy soạn. Mặc dù nhận đánh giá phê bình tích cực, đây vẫn là một bom xịt, chỉ thu về vỏn vẹn 8.3 triệu $ trong khi ngân sách lên tới 25 triệu $.